# カンボジア救国党
カンボジア救国党（カンボジアきゅうこくとう、クメール語: គណបក្សសង្រ្គោះជាតិ、英語名：Cambodia National Rescue Party）は、かつて存在したカンボジアの政党である。2017年11月16日に最高裁判所により解党が命じられた。

## 概要
カンボジアの上下両院（元老院、国民議会）でカンボジア人民党（以下、人民党）に次ぐ議席を有した。
2012年、野党第一党のサム・ランシー党とケム・ソカー率いる人権党が合流して発足。2013年総選挙では躍進したが、2017年11月16日に最高裁判所の命令により解党した。

## 沿革
2009年1月、サム・ランシー党と人権党が同盟関係を結んだことから、両党の合流の動きが本格化した。2012年7月17日、当時、事実上の海外亡命状態にあったサム・ランシー（サム・ランシー党党首）とケム・ソカー（人権党党首）がフィリピンの首都マニラで党首会談を行い、両党が合併することに合意。同年10月2日、内務省に「カンボジア救国党」として政党登録を行った。背景には両党の支持層が集中している都市部での競合を防ぎ、強権的支配の傾向を強めている人民党に対抗できる野党勢力の結集を実現する目的があった。
任期満了で行われた2013年7月の国民議会選挙では人民党の長期政権による腐敗への批判や格差是正など訴えて都市部の若年層を中心に支持を集め、約300万票（44.46%）を獲得し、選挙前の29議席を大幅に上回る55議席を占めた。救国党の躍進の要因として、ポル・ポト政権や内戦を知らない若年層の増加、Facebookなどのソーシャルメディアが浸透したことで情報の入手が容易になったこと、党の公約がより豊かな生活を求めるようになった国民の願いを汲み取る具体的な内容であったこと、の3点が挙げられている。
2017年6月3日にケム・ソカー党首が国家反逆罪容疑で逮捕される。11月16日、最高裁判所により解党の決定と、指導者118人の今後5年間の政治活動を禁止することが命じられた。救国党の解党後の2018年7月に行われた国民議会選挙において、与党人民党は国民議会の全議席を獲得し圧勝した。

## 党役員
解党時の党役員は以下の通り。
党首：ケム・ソカー
副党首：Pol Hom・Mu Sochua・Eng Chhai Eang